# Zoe Mungin
Rana Mungin (23 de setembro de 1989 - 27 de abril de 2020), conhecida como Zoe Mungin, foi uma escritora, ativista e professora americana. Estava escrevendo seu primeiro romance, Sed Ministrare, no momento de sua morte.
Mungin morreu de COVID-19 nos primeiros meses da pandemia de COVID-19, após hospitais negarem testes e tratamentos para ela por duas vezes. Sofria de asma e tinha problemas de hipertensão esporádicos e durante o atendimento alegaram que ela sofria de crise de ansiedade.
Mungin nasceu em 23 de setembro de 1989 e passou a infância no bairro de East New York, no Brooklyn.  Formada na Bayard Rustin High School for the Humanities e no Wellesley College antes de estudar ficção na University of Massachusetts, Amherst, onde obteve um mestrado em Belas Artes em 2015. Em 2014, publicou um relato sobre um incidente racista dirigido a ela em uma oficina. A retaliação que ela experimentou depois de falar sobre esse evento a levou a registrar uma queixa formal na Comissão Contra a Discriminação de Massachusetts em 2015.
Os escritos de Mungin apareceram nas revistas literárias Quarterly West, Black Youth Project, e Route Nine . Em 2013, ela ganhou o prêmio AWP Intro Journals em ficção. Mungin foi entrevistada pelo Wellesley Underground e pelo Los Angeles Review of Books sobre sua experiência como escritora negra em um programa MFA predominantemente de pessoas brancas.
Mungin ensinou composição na Universidade de Massachusetts, Amherst; Instituto de Tecnologia de Nova Jersey ; e The New School antes de ingressar na Bushwick Ascend Middle School como professor de estudos sociais em 2017.
A morte de Mungin em 2020 e a história de como foi negado atendimento médico durante a pandemia de COVID-19, receberam ampla cobertura da mídia e ocorreram protestos que questionaram os problemas subjacentes por trás de seu tratamento deficiente.